# نيكولاي لي كوش
نيكولاي لي كوش (بالدنماركية: Nikolaj Lie Kaas)‏ هو كاتب سيناريو وممثل دانمركي، ولد في 22 مايو 1973 في الدنمارك. بدأ مشواره المهني سنة 1991.

## أعمال

### أفلام
- (2002) قلوب مفتوحة[6]
- (2009) ملائكة وشياطين[7]
- (2015) الطفل 44[8][9]

## وصلات خارجية
- نيكولاج لي كوش على موقع IMDb (الإنجليزية)
- نيكولاج لي كوش على موقع قاعدة بيانات الأفلام العربية
- نيكولاج لي كوش على موقع ألو سيني (الفرنسية)
- نيكولاج لي كوش على موقع ميوزك برينز (الإنجليزية)
- نيكولاج لي كوش على موقع أول موفي (الإنجليزية)
- نيكولاج لي كوش على موقع قاعدة بيانات الأفلام السويدية (السويدية)
- نيكولاج لي كوش على موقع أول ميوزيك (الإنجليزية)
- نيكولاج لي كوش على موقع ديسكوغز (الإنجليزية)
- نيكولاج لي كوش على موقع قاعدة بيانات الفيلم (الإنجليزية)
- نيكولاج لي كوش على موقع كينوبويسك (الروسية)